# Ден на Освобождението на Италия
Годишнината от Освобождението на Италия, известна още като Празник на освобождението (Festa della Liberazione) или просто като 25 април, е национален празник на Италианската република, който се отбелязва всяка година на 25 април . Годишнината отбелязва освобождението на страната от нацистката окупация и фашисткия режим, настъпило в края на Втората световна война, и представлява кулминацията на борбата на италианската съпротива срещу нацизма.
Това е основен ден в историята на Италия, като символ на борбата, водена от партизаните и Италианската армия, започвайки от 8 септември 1943 г. (денят, в който италианците научават за примирието от Касибиле, току-що подписано със Съюзниците).

## История
25 април 1945 г. Комитетът за национално освобождение на Северна Италия (CLNAI), чието командване е базирано в Милано и е ръководено от Алфредо Пицони, Луиджи Лонго, Емилио Серени, Сандро Пертини и Лео Валиани, обявява всеобщо въстание във всички територии, които все още са под контрола на нацифашистите. С указ той нарежда на всички партизански сили, действащи в Северна Италия, част от Доброволческия корпус за свобода (CLNAI), да атакуват фашистките и германските гарнизони, принуждавайки ги да капитулират дни преди пристигането на съюзническите войски. В същото време CLNAI издава някои укази: един относно поемането на правомощия от страна на CLNAI, „делегиран от единственото законно италианско правителство, в името на италианския народ и Доброволците за свобода“,и  друг относно правораздаването, който в член 5 постановява смъртна присъда за всички фашистки лидери без изричното споменаване на Бенито Мусолини, който бяга от Милано същия ден и  е заловен и разстрелян три дни по-късно.

„Предай се или загини!“ е предупреждението, което партизаните отправят този ден и в дните непосредствено след него на нацистко-фашистите, които все още воюват.
- Партизани на парад по улиците на Милано
- Болоня чества Освобождението
- Торино, 6 май 1945 г. Парад за освобождение на площад „Виторио Венето“.

До 1 май цяла Северна Италия е освободена: Болоня на 21 април, Генуа на 23 април, Венеция на 28 април. Така Освобождението слага край на германската окупация, двадесет години фашистка диктатура и пет години война. Датата 25 април символизира кулминацията на военната фаза на Съпротивата и началото на фаза на управление от нейни представители, която води първо до референдума на 2 юни 1946 г. за избор между монархия и република, след това до раждането на Италианската република, до окончателното изготвяне на конституцията на Италия.
Действителният край на войната на италианска територия, с окончателното предаване на нацистко-фашистките сили на Съюзническата армия, настъпва едва на 2 май, както е официално установено от представителите на воюващите сили, по време на т. нар. „капитулация от Казерта“, подписана на 29 април 1945 г .Тези дати отбелязват окончателното поражение на нацизма и фашизма в Италия.

## Учредяване на националния празник
По предложение на министър-председателя на Италия Алчиде Де Гаспери, на 22 април 1946 г. принцът и наместникът на Кралство Италия Умберто II Савойски издава законодателен указ с Разпоредби за празнични поводи,  който в член 1 установява празника на 25 април за тази година.
През 1947 и 1948 г. има и постановления за честване на годишнината. Едва през 1949 г. годишнината е институционализирана като официален празник, заедно с Празника на Итлаианската република (2 юни).

## Чествания
Сред събитията от програмата на празника е тържественото поклонение на президента на Италианската република и висшите длъжности на Италианската държава, в храма на Незнайния воин на Олтара на Републиката в Рим с полагане на лавров венец в памет на загиналите и изчезналите италианци във войните.
На този ден италианското знаме и знамето на Европа са изложени на всички сгради, в които се помещават държавните служби и институции.
Във всички италиански градове – особено в тези , наградени за военна доблест за освободителната война – се организират публични прояви в памет на събитието.

През април 1955 г. Италианското социално движение (MSI) провежда кампания за премахване на честванията на 25 април чрез в. „Секоло д'Италия“, по инициатива на Франц Турки. В Рим също е организирано тържество в памет на падналите от Италианската социална република. Римските поздрави и песните на членовете на MSI предизвикват сблъсъци с някои млади комунисти.
През 1960 г., когато вотът на доверие към правителството на Фернандо Тамброни с парламентарната подкрепа на MSI се обсъжда в Сената, по време на празненствата по случай Освобождението сенаторите от MSI напускат залата, приветствани при завръщането си със саркастични коментари.
За годишнината от 1973 г. Сандро Пертини изнася реч на Пиаца дел Дуомо в Милано след насилието на 12 април (т. нар. „Черен четвъртък в Милано“), извършено от екстремисти на неофашистки групи и MSI по време на демонстрация, забранена от полицейския щаб

## В културата

### Музика
- Non maledire questo nostro tempo, песен на Гуфи, записана като сингъл през 1967 г. заедно със Soldati a me; същата песен е записана със заглавието 25 Aprile 1945 от Милва и е включена в албума й Libertà (1975)
- 25 aprile, песен на Виничо Капосела, включена в албума му Modì (1991)
- Quel giorno di aprile, песен на Франческо Гучини, включена в албума му L'ultima Thule (2012)
- I campi in aprile, песен на Лучано Лигабуе, включена в албума му Giro del mondo (2015)